# Municipio de Highland Grove
El municipio de Highland Grove (en inglés: Highland Grove Township) es un municipio ubicado en el condado de Clay en el estado estadounidense de Minnesota. En el año 2010 tenía una población de 288 habitantes y una densidad poblacional de 3,18 personas por km².

## Geografía
El municipio de Highland Grove se encuentra ubicado en las coordenadas 46°55′42″N 96°13′38″O / 46.92833, -96.22722. Según la Oficina del Censo de los Estados Unidos, el municipio tiene una superficie total de 90.46 km², de la cual 88,99 km² corresponden a tierra firme y (1,62 %) 1,47 km² es agua.

## Demografía
Según el censo de 2010, había 288 personas residiendo en el municipio de Highland Grove. La densidad de población era de 3,18 hab./km². De los 288 habitantes, el municipio de Highland Grove estaba compuesto por el 97,92 % blancos, el 1,39 % eran amerindios y el 0,69 % eran de una mezcla de razas. Del total de la población el 0 % eran hispanos o latinos de cualquier raza.